# Wataru Ikenaga
Wataru Ikenaga (født 30. november 1991) er en japansk tidligere professionel fodboldspiller.
Han har spillet for flere forskellige klubber i sin karriere, herunder Renofa Yamaguchi FC.